# Marxistisches Forum
Das Marxistische Forum (MF) ist ein sogenannter „Weiterer Zusammenschluss“ der Partei Die Linke, der dem linken Parteiflügel zugerechnet wird und sich hinsichtlich seiner theoretischen Ausrichtung am klassischen Marxismus orientiert. 

## Geschichte
Das MF wurde am 6. Juni 1995 in der damaligen PDS in Berlin gegründet. Sprecher des MF sind bzw. waren Uwe-Jens Heuer, Uwe Hiksch, Klaus Höpcke und Kurt Pätzold.

## Ziel und Aufgabe
Das MF hat das Ziel, einen Beitrag zur theoretischen Profilierung der Politik der Partei Die Linke zu leisten. Im MF arbeiten Marxisten aus unterschiedlichen linken Strömungen der Partei Die Linke mit. Viele seiner Mitglieder engagieren sich in der Kommunistischen Plattform (KPF), der Antikapitalistischen Linken (AKL), dem Geraer Dialog oder der Sozialistischen Linken (SL).

„Es gilt die DDR zu verteidigen, als legitimen, in vieler Hinsicht erfolgreichen Versuch, unter höchst komplizierten Bedingungen eine neue Gesellschaft als Alternative zur kapitalistischen Profit- und Klassengesellschaft zu gestalten: eine Gesellschaft ohne Ausbeutung, ohne Superreiche, Arbeitslosigkeit, Wolfsmoral, Bildungsprivilegien und Kriegsgelüste. (…) Wir verwahren uns gegen die Diffamierung der DDR als Unrechtsstaat, gegen die seit langem betriebene sprachliche Manipulation mit Ausdrücken wie ‚ehemalige‘ DDR statt DDR, ‚Marktwirtschaft‘ statt Kapitalismus.“

## Einstufung durch Gerichte und den Verfassungsschutz
Das Oberverwaltungsgericht Münster (2009) und das Verwaltungsgericht Köln stuften das MF als verfassungsfeindlich ein. Vom Bundesamt für Verfassungsschutz wurde das MF als „von orthodox-kommunistisch orientierten Mitgliedern getragen“ beschrieben und als linksextrem eingestuft. In den Verfassungsschutzberichten 2019 und 2020 wird das Marxistische Forum nicht mehr erwähnt.
Laut dem Verfassungsschutzbericht 2006 umfasste das bundesweite, in Berlin ansässige, Marxistische Forum etwa 60 Personen. Nach Angaben des Verfassungsschutzberichtes 2018 hatte das Marxistische Forum zu diesem Zeitpunkt 400 „Mitglieder/Anhänger“, was mit den Eigenangaben des MF übereinstimmt. Daneben existierte mit dem „Marxistischen Forum Sachsen“ eine selbständige Arbeitsgemeinschaft im damaligen PDS-Landesverband Sachsen.